# Открытый чемпионат Австралии по теннису 2017
Открытый чемпионат Австралии 2017 года — 105-й розыгрыш ежегодного профессионального теннисного турнира серии Большого шлема, проводящегося в австралийском городе Мельбурн на кортах местного спортивного комплекса «Мельбурн Парк». Традиционно выявляются победители соревнования в девяти разрядах: в пяти — у взрослых и четырёх — у старших юниоров.
В 2017 году матчи основных сеток прошли с 16 по 29 января. Соревнование традиционно открывало сезон турниров серии в рамках календарного года.

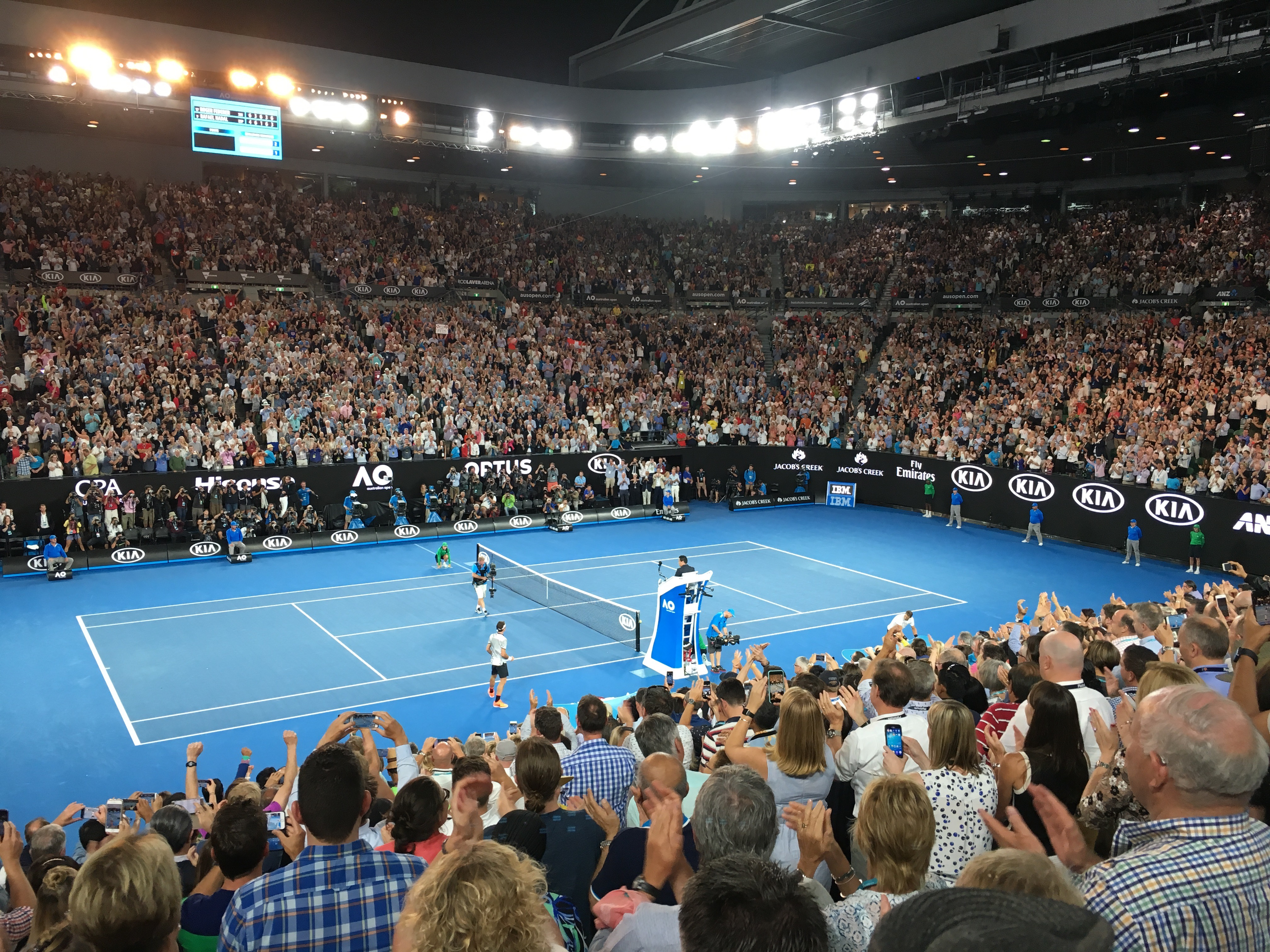
Центральный корт во время финала мужских одиночных соревнований

## Соревнования

### Взрослые

#### Мужчины. Одиночный турнир
Роджер Федерер обыграл  Рафаэля Надаля со счётом 6-4, 3-6, 6-1, 3-6, 6-3.
- Федерер выиграл 1-й титул в сезоне и 18-й за карьеру на соревнованиях серии.
- Федерер выиграл 1-й одиночный титул в сезоне и 89-й за карьеру в туре ассоциации.
- Надаль сыграл 1-й одиночный финал в сезоне и 102-й за карьеру в туре ассоциации.

#### Женщины. Одиночный турнир
Серена Уильямс обыграла  Винус Уильямс со счётом 6-4, 6-4.
- Серена выиграла 1-й титул в сезоне и 23-й за карьеру на соревнованиях серии.
- Серена выиграла 1-й одиночный титул в сезоне и 72-й за карьеру в туре ассоциации.
- Винус сыграла 1-й одиночный финал в сезоне и 81-й за карьеру в туре ассоциации.

#### Мужчины. Парный турнир
Хенри Континен /  Джон Пирс обыграли  Боба Брайана /  Майка Брайана со счётом 7-5, 7-5.
- Континен и Пирс выиграли дебютный титул в мужских парах на соревнованиях серии.
- Континен выиграл 1-й парный титул в сезоне и 14-й за карьеру в туре ассоциации.
- Пирс выиграл 1-й парный титул в сезоне и 12-й за карьеру в туре ассоциации.

#### Женщины. Парный турнир
Бетани Маттек-Сандс /  Луция Шафаржова обыграли  Андрею Главачкову /  Пэн Шуай со счётом 6-7(4), 6-3, 6-3.
- Маттек-Сандс и Шафаржова выиграли 1-й титул в сезоне и 4-й за карьеру на соревнованиях серии.
- Маттек-Сандс выиграла 2-й парный титул в сезоне и 24-й за карьеру в туре ассоциации.
- Шафаржова выиграла 1-й парный титул в сезоне и 13-й за карьеру в туре ассоциации.

#### Микст
Абигейл Спирс /  Хуан Себастьян Кабаль обыграли  Саню Мирзу /  Ивана Додига со счётом 6-2, 6-4.
- Спирс и Кабаль выиграли дебютный титул на соревнованиях серии.

### Юниоры

#### Юноши. Одиночный турнир
Жомбор Пирош —  Ишай Олиэль — 4-6, 6-4, 6-3.

#### Девушки. Одиночный турнир
Марта Костюк —  Ребека Масарова — 7-5, 1-6, 6-4.

#### Юноши. Парный турнир
Сюй Юйсю /  Чжао Линси —  Дуарте Вале /  Финн Рейнольдс — 6-7(8), 6-4, [10-5].

#### Девушки. Парный турнир
Бьянка Андрееску /  Карсон Брэнстин —  Майя Хвалиньская /  Ига Свёнтек — 6-1, 7-6(4).